# ثقافة وادي رباح

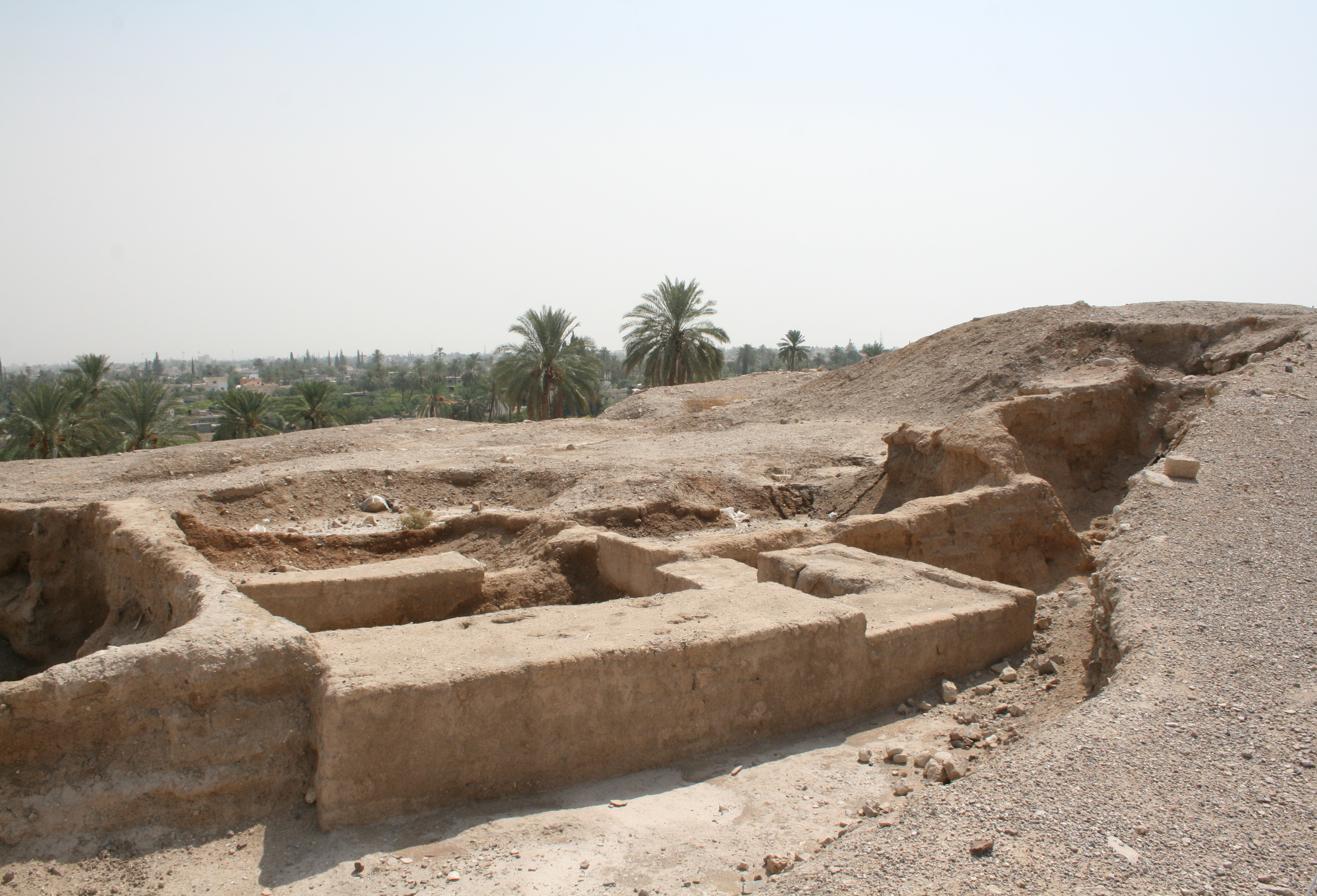

ثقافة وادي رباح هي ثقافة أثرية فخارية من العصر الحجري الحديث في جنوب بلاد الشام ، يعود تاريخها إلى منتصف الألفية الخامسة ق.م.

## البحث والتنقيب
تم التعريف على هذه الفترة لأول مرة في موقع أريحا القديم (تل السلطان) من قبل عالمي الآثار البريطانيين جون جارستانج وعالمة الاثار البريطانية كاثلين كينون في حفريات منفصلة. أطلق كينون على هذه الفترة في أريحا اسم " العصر الحجري الحديث الفخاري B". وقد تم استخدام اسم "وادي رباح" منذ ذلك الحين في الأدبيات الأثرية عبر أعمال عالم الآثار يعقوب كابلان في موقع وادي رباح.

## المستوطنات
تم اكتشاف هذه الثقافة من خلال عدد قليل من المواقع الاثرية، حيث تم اكتشاف بقايا هياكل مستطيلة صغيرة في بعضها. وقد عُثر على بعض الهياكل الأكبر حجما في منهاتة ووادي رباح وعين الجربا ، على الرغم من أن عالم الآثار الإسرائيلي يوسف جارفينكل يقترح أن هياكل الفناء الكبيرة قد أقيمت في تلك الفترة، مثل تلك الموجودة في شاعر الجولان من ثقافة اليرموك السابقة (حوالي 6400-6000 قبل الميلاد) وتل تساف من العصر الحجري النحاسي المبكر/الأوسط التالي (حوالي 5300-4500 ق.م).

## الموقع
- وادي رباح
- بيسمون
- تل القاضي
- كفار جلعادي
- HaGoshrim
- وادي كركرة
- Tel Teo
- Kabri
- Horvat Uza[محل شك]
- كريات آتا
- Einot Tsipori
- Tel Ali
- يزراعيل
- Tel Yosef
- أبو زريق (حيفا)
- Ein el-Jarba
- Munhata
- Nahal Zehora
- Al-Shuna al-Shamalyah
- En Esur
- Abu Hamid
- Habashan street
- اللد
- تل السلطان
- وادي النار
- Atlit Yam
- Teluliot Batashi[2]

## قراءة إضافية
- Yosef Garfinkel (2019). "The Early Chalcolithic: Wadi Rabah Culture". في Faust, Abraham and Katz Hayah (المحرر). علم الآثار في أرض إسرائيل: من العصر الحجري الحديث إلى عصر الإسكندر الأكبر (بالعبرية). Lamda, the Open University. ج. 1. ص. 105–107. ISBN:978-965-06-1594-9.